# Blu-ray Disc Association
La Blu-ray Disc Association (BDA, en inglés) es un consorcio industrial que desarrolla y licencia la tecnología Blu-ray. Es responsable de establecer los estándares del formato así como de promover y desarrollar aún más oportunidades de negocios para los discos Blu-ray. El disco Blu-ray es un formato de disco óptico para vídeo de alta definición, y para el almacenamiento de tecnología digital.

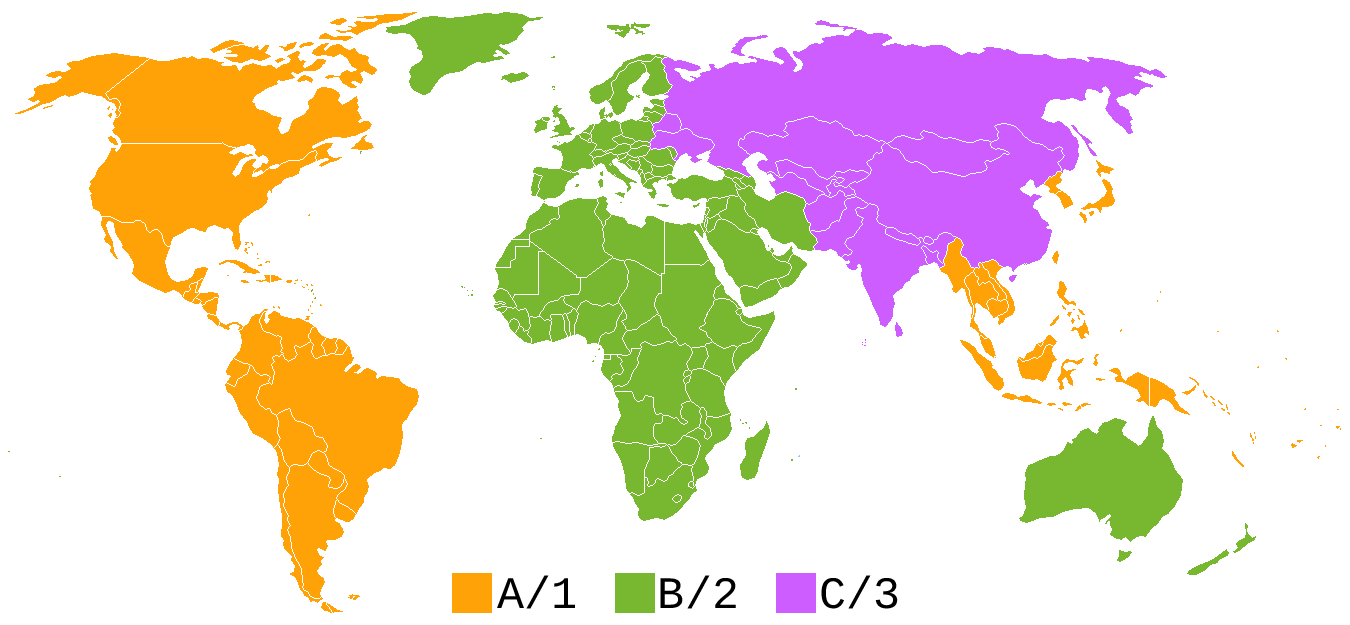
Países miembros en grados de colaboración con la Blu-ray Association.

La BDA surgió tras la negativa del DVD Forum de aceptar la propuesta del Blu-ray como sucesor del DVD, al ser denegada por 8 votos contra 6 se decidió emprender de forma ajena a la organización DVD Forum el desarrollo y comercialización del nuevo disco óptico Blu-ray. Sus miembros se dividen en tres niveles: la mesa directiva, los contribuidores y los miembros generales.
Las nueve empresas fundadoras son Hitachi LTD., LG Electronics Inc., Matsushita Electric Industrial Co., Ltd. (Panasonic), Pioneer Corporation, Royal Philips Electronics, Samsung Electronics Co. Ltd., Sony Corporation, Sharp Corporation y Thomson Multimedia. 
En octubre de 1997 las  compañías  anunciaron en conferencia de prensa que ellos eran los fundadores del Blu-ray Disc a lo que le prosiguió el cambio de nombre actual "Blu-ray Disc Association" el 18 de enero de 2000, para así incorporar más  empresas para el desarrollo de esta tecnología.
Hasta la fecha cuenta con más de 250 miembros y partidarios de la Asociación.
La asociación ha tenido otras empresas importantes como: 20th Century Fox, Apple Computer Inc., BenQ, Buena Vista Home Entertainment, Dell In., Hewlett-Packard Company., Mitsubishi Electric Corporation, TDK Corporation y Warner Home Video, entre otras.

## Miembros
El sitio web de la Blu-ray Disc Association describe las funciones de los distintos miembros:
Los miembros, de cualquiera de los tres niveles, participan activamente en el desarrollo del formato y tienen acceso a las actividades del Blu ray Disc. Por tanto, aquellas empresas que tan solo deseen obtener información específica del formato o la licencia del logo deben consultar con la Agencia de Licencias del Blu ray Disc Association y no hace falta que se integren como miembros.

### Junta directiva
Las compañías de la Junta de Directores participan de forma activa en todas las actividades de la Blu ray Disc Association.
Las compañías que quieran pertenecer a la Junta de Directores son seleccionadas del nivel de Contribuidores.
Las compañías de la Junta de Directores fijan la estrategia global y aprueban temas claves.
Las compañías tienen derecho a participar en todas las actividades y encuentros.
Todos los fundadores de la BDA pertenecen a la Junta de Directores.
Cuota anual: 50000 $.
A fecha de septiembre de 2007 los actuales 18 miembros de la Junta directiva son:
- Apple Inc.
- Dell
- Hewlett Packard
- Hitachi
- LG Electronics
- Mitsubishi Electric
- Panasonic (Matsushita Electric)
- Pioneer Corporation
- Royal Philips Electronics
- Samsung Electronics
- Sharp Corporation
- Sony Corporation
- Sun Microsystems
- TDK Corporation
- Thomson
- Twentieth Century Fox
- Walt Disney Motion Pictures Group / Buena Vista Home Entertainment
- Warner Home Video Inc.

### Contribuidores
Los contribuidores participan de forma activa en todas las actividades de la Blu ray Disc Association.
Pueden ser elegidos para formar parte de la Junta de Directores.
Un contribuidor puede asistir a encuentros y seminarios generales, así como participar en los Grupos de Expertos Técnicos (TEGs), promoción de actividades regionales y la mayoría de las actividades del CC (Compliance Committee).
Para adquirir la categoría de contribuidor requiere la ejecución del Contribution Agreement y debe ser aprobada por la Junta de Directores.
Cuota anual: 20000 $.
A fecha de diciembre del 2007 hay 63 contribuidores:
- Acer Incorporated
- Advanced Micro Devices, Inc.
- Almedio Inc.
- Alticast
- Aplix Corporation
- ArcSoft, Inc.
- AudioDev AB
- Broadcom Corporation
- Canon Inc.
- China Hualu Group Co., Ltd.
- CMC Magnetics Corporation
- Coding Technologies GmbH
- Corel Corporation
- Cryptography Research Inc.
- CyberLink Corp.
- DATARIUS Technologies GmbH
- Daxon Technology Inc.
- D-Box Technologies Inc.
- DCA Inc.
- Deluxe Media Services Inc.
- Dolby Laboratories Inc.
- Dreamer Co., Ltd.
- DTS, Inc.
- Eclipse Data Technologies
- Esmertec
- FUJIFILM Corporation
- Fujitsu Ltd.
- Funai Electric Co., Ltd.
- Gibson Guitar Corp.
- Imation Corp.
- Kenwood Corporation
- Lenovo
- Lionsgate Entertainment
- LITE-ON IT Corporation
- Magnum Semiconductor, Inc.
- MediaTek Inc.
- Meridian Audio Ltd.
- Mitsubishi Kagaku Media Co.Ltd.
- Mitsui Chemicals Inc.
- Monster Cable Products
- Moser Baer India Limited
- NEC Electronics Corporation
- Nero
- Osmosys SA
- Pixela Corporation
- Prodisc Technology Inc.
- Pulstec Industrial Co., Ltd.
- Ricoh Co., Ltd.
- Ritek Corporation
- ShibaSoku Co. Ltd.
- Sigma Designs Inc.
- Silicon Integrated Systems Corporation
- Sonic Solutions
- Sonopress
- Sony BMG Music Entertainment
- ST Microelectronics
- Sunext
- Taiyo Yuden Co., Ltd.,
- Victor Company of Japan, Ltd.
- Visionare Corporation
- Zentek Technology Japan, Inc.
- ZOOtech Ltd.
- Zoran Corporation

### Miembros generales
El nivel general tiene acceso a información específica del Committee discussions. 
Un miembro general puede asistir a encuentros y seminarios generales. Ellos pueden participar en promoción de actividades regionales y algunas de las actividades del CC (Compliance Committee).
Cuota anual: 3000 $.
A fecha de diciembre del 2007 hay 90 miembros:
- Adobe Systems
- Alpine Electronics Inc.
- Arima Devices Corporation
- Ashampoo GmbH & Co. KG
- Atmel Corporation
- Avid Development GmbH
- BASF AG
- B.H.A. Corporation
- Bose Corporation
- Brickbox Digital Media
- B&W Group
- The Cannery
- Cheertek Inc.
- Cinram Manufacturing Inc.
- Codosystem Group
- CustomFlix Labs, Inc.
- Custom Technology Inc.
- D&M holdings, Inc.
- Daewoo Electronics Corporation
- Daikin Industries, Ltd.
- Elpida Memory, Inc.
- Expert Magnetics Corp.
- Falcon Technologies International
- Fujitsu Ten Ltd.
- GalleryPlayer Media Networks
- Gear Software
- Global Machinery Co., Ltd.
- Gowell Electronic Limited
- Hie Electronics, Inc.
- Hoei Sangyo Co., Ltd
- Horizon Semiconductor.
- IMAGICA Corp.
- INFODISC Technology Co., Ltd.
- Infomedia Inc.
- Info Source Multi Media Ltd.
- Intersil Corporation
- Iwatsu Test Instruments
- Kobe Steel Co. Ltd.
- Konica Minolta Opto Inc.
- Lauda Co. Ltd.
- Lead Data Inc.
- LEADER ELECTRONICS CORP
- Linn Products Ltd.
- LINTEC Corporation
- MainConcept AG
- Mitsumi Electric Co., Ltd.
- Must Technology Co., Ltd.
- MX Production Services
- NEC Personal Products Ltd.
- Netflix Inc.
- Newtech Infosystems Inc.
- NexWave Solutions
- Nichia Corporation
- Nikkatsu Corporation
- NTT Electronics Corporation
- nVidia Corporation
- OC Oerlikon Balzer AG
- Omnibus Japan Inc.
- Onkyo Corporation
- Online Media Technologies Ltd.
- Ono Sokki Co., Ltd.
- OPT Corporation
- Optodisc Technology Corporation
- Origin Electric Co., Ltd.
- Pico House
- Plannet Associates
- PoINT Software & Systems GmbH
- Pony Canyon Enterprise
- Primera Technology, Inc.
- Q-TEC, Inc.
- Quanta Storage Inc.
- Rimage Corporation
- Sanyo Electric Co., Ltd.
- Dr. Schwab Inspection Technology GmbH
- Singulus Technologies
- Targray Technology International Inc.
- TEAC Corporation
- Teijin Chemicals Ltd.
- Texas Instruments, Inc.
- THX Ltd.
- Toei Video Company Ltd.
- Toho Company, Ltd.
- Toppan Printing Co., Ltd.
- TOPTICA Photonics AG
- Trailer Park
- UmeDisc Ltd.
- Universal Music Group, Inc.
- VideACE Inc.
- Yamaha Corporation
- Yokogawa Electric Corporation
- 1K Studios, LLC